# Duroia paraensis
Duroia paraensis är en måreväxtart som beskrevs av Adolpho Ducke. Duroia paraensis ingår i släktet Duroia och familjen måreväxter. Inga underarter finns listade i Catalogue of Life.